# Platarsita
La platarsita és un mineral de la classe dels sulfurs, desacreditada com a espècie vàlida des del 2023, que pertany al grup de la cobaltita. El nom reflecteix la seva composició: platí, arsènic i sofre.

## Característiques
La platarsita és un sulfur de fórmula química PtAsS. L'any 2023 va ser desacreditada per l'Associació Mineralògica Internacional com a espècie vàlida al ser considerada una varietat de sperrylita rica en sofre. Havia estat aprovada com a espècie vàlida l'any 1976, sent publicada un any més tard. Cristal·litza en el sistema isomètric. La seva duresa a l'escala de Mohs és 7,5.
Segons la classificació de Nickel-Strunz, la platarsita pertany a «02.EA: Sulfurs metàl·lics, M:S = 1:2, amb Fe, Co, Ni, PGE, etc.» juntament amb els següents minerals: aurostibita, bambollaïta, cattierita, erlichmanita, fukuchilita, geversita, hauerita, insizwaïta, krutaïta, laurita, penroseïta, pirita, sperrylita, trogtalita, vaesita, villamaninita, dzharkenita, gaotaiïta, al·loclasita, costibita, ferroselita, frohbergita, glaucodot, kullerudita, marcassita, mattagamita, paracostibita, pararammelsbergita, oenita, anduoïta, clinosafflorita, löllingita, nisbita, omeiïta, paxita, rammelsbergita, safflorita, seinäjokita, arsenopirita, gudmundita, osarsita, ruarsita, cobaltita, gersdorffita, hol·lingworthita, irarsita, jol·liffeïta, krutovita, maslovita, michenerita, padmaïta, testibiopal·ladita, tolovkita, ullmannita, wil·lyamita, changchengita, mayingita, hollingsworthita, kalungaïta, milotaïta, urvantsevita i reniïta.

## Formació i jaciments
Va ser descoberta a la mina Onverwacht, situada a Lydenburg (Mpumalanga, Sud-àfrica). Tot i tractar-se d'una espècie poc habitual ha estat descrita en tots els continents del planeta a excepció de l'Antàrtida.